# Fransoletita
La fransoletita és un mineral de la classe dels fosfats. Rep el seu nom del belga André-Mathieu Fransolet (1947), professor de mineralogia i cristal·lografia de la Universitat de Lieja, especialitzat en fosfats.

## Característiques
La fransoletita és un fosfat de fórmula química Ca₃Be₂(PO₄)₂(PO₃OH)₂(H₂O)₄. Va ser aprovada com a espècie vàlida per l'Associació Mineralògica Internacional l'any 1982. Cristal·litza en el sistema monoclínic. La seva duresa a l'escala de Mohs és 3.
Segons la classificació de Nickel-Strunz, la fransoletita pertany a «08.C - Fosfats sense anions addicionals, amb H₂O, amb cations de mida petita i mitjana» juntament amb els següents minerals: parafransoletita, ehrleïta, faheyita, gainesita, mccril·lisita, selwynita, pahasapaïta, hopeïta, arsenohopeïta, warikahnita, fosfofil·lita, parascholzita, scholzita, keyita, pushcharovskita, prosperita, gengenbachita i parahopeïta.

## Formació i jaciments
Va ser descoberta l'any 1982 a la mina Tip Top, a Fourmile, al comtat de Custer (Dakota del Sud, Estats Units), l'únic indret on ha estat trobada, on sol trobar-se associada a altres minerals com: beril, tiptopita, whitlockita, carbonatoapatita, montgomeryita, hurlbutita, englishita, roscherita i quars.